# Bossendorf
Bossendorf je občina v departmaju Bas-Rhin francoske regije Alzacija.
Leta 2009 je v občini živelo 378 oseb oz. 95 oseb/km².